# Cavallers de Sant Esteve Rei
L'Orde de Sant Esteve d'Hongria o dels Cavallers de Sant Esteve Rei, en llatí Cruciferi Sancti Stephani Regis, fou un orde militar hospitaler fundat amitjan segle xii a Jerusalem pel rei Geza II d'Hongria amb difusió a Hongria. Va extingir-se el 1526. Desapareguda, el 1764 l'emperadriu Maria Teresa I d'Àustria va instaurar un orde de cavalleria amb el nom d'Orde Reial de Sant Esteve.
No s'ha de confondre amb l'Orde de Sant Esteve Papa i Màrtir, fundat a Florència al segle xvi.

## Història
Durant la Primera Croada i després de la conquesta cristiana de Jerusalem (1099), s'hi fundaren diversos ordes militars amb l'objectiu de protegir els pelegrins cristians i lluitar contra els musulmans, i per atendre els pelegrins malalts en hospitals. El rei Esteve I d'Hongria va voler assegurar la ruta de pelegrinatge cap a Terra Santa al seu pas per Hongria i obrí un hospital de pelegrins a Esztergom, que consta documentat cap al 1018, a més de quatre esglésies de pelegrinatge. El rei i els nobles donaren suport als ordes militars hospitales, com els de Sant Joan de Jerusalem o dels de l'Orde del Sant Sepulcre.

### Fundació
El 1135, una dama hongaresa en pelegrinatge a Jerusalem hi comprà una casa i la convertí en hospital de pelegrins que donà a religiosos hongaresos i a Raymond du Puy, segon mestre de l'Orde de l'Hospital de Sant Joan de Jerusalem. Cap al 1150-1160, i en la mateixa línia, el rei Geza II d'Hongria i altres nobles van adquirir una residència a Jerusalem destinada als pelegrins i fou confiada a religiosos hongaresos.
Es volgué fundar llavors un establiment que depengués del regne d'Hongria, al lloc de Szentkirály, vora Esztergom, a un terreny donat per a la construcció d'un hospital. La comunitat que el regentaria prengué el nom del sant rei Esteve I d'Hongria i els seus membres foren anomenats estefanites. L'hospital i l'església es construïren el 1156. El 1171 el cardenal Manfred, com a legat papal, va visitar l'hospital i va donar a l'orde la Regla de Sant Agustí, i el papa Alexandre III va reconèixer-la com a orde militar i hospitalera: amb la doble missió d'atendre els pelegrins als hospitals i de defensar les fronteres hongareses dels atacs enemics. Als documents de l'època s'anomena Orde Hospitaler i Militar dels Cavallers de la Creu de Sant Esteve Rei d'Esztergom i Jerusalem.
A la mort de Geza II, la reina consort Eufrosina de Kíev va donar a l'orde cinquanta propietats al regne. En 1181 Bela III va confirmar l'orde i li atorgà dotze vaixells, terres a Torda i a altres ciutats hongareses. En 1187 Urbà III torna a confirmar el mestre Nicolau i els religiosos hospitalers esmentant la Domus Hospitalis Sancti Stephani Regis, site Strigonii (Casa de l'Hospital de Sant Esteve Rei, a Esztergom). L'orde estava sota la jurisdicció directa del papa a qui havia de pagar anualment una uncia d'or.
En caure Jerusalem en mans musulmanes, l'hospital estefanita de Jerusalem desaparegué i l'hospital d'Esztergom es convertí en la casa mare i central de l'orde.

### Hongria (seglesxiii-xiv)
El 1204, Andreu II d'Hongria va fer tancar la seva cunyada la reina vídua Constança d'Aragó i de Castella i donà el tresor d'aquesta a l'hospital de Szentkirály. El 1231 Gregori IX va encarregar l'arquebisbe d'Esztergom que certifiqués la manera de viure del mestre de l'orde estefanita. Els cavallers de l'orde lluitaren activament contra els mongols que envaïren Hongria el 1241, i molts d'ells moriren a la batalla de Mohi. El 1247 els estefanites reberen el rei Béla IV d'Hongria els territoris de Szöreny i de les terres dels cumans, per garantir-ne la defensa mitjançant la construcció de castells, cosa que no van fer.
El 1296, Bonifaci VIII va excomunicar els estefanites perquè havien ocupat i destruït les esglésies d'Abony, Bille, Tét i Zsidód, arran que el bisbe de Veszprém els exigís injustament el pagament d'un delme, litigi que durà fins al 1329. El 1301, l'orde estefanita donà suport al pretendent que arribà al tron com a Carles I Robert d'Hongria, i van participat en la batalla de Rozgony el 1312.
Entre 1372 i 1392, van reconstruir l'església de Szentkirály i ampliar el convent i l'hospital. En acabar el segle xiii l'orde tenia possessions en trenta llocs d'Hongria, que feien funció d'oficines de registre jurídic.

### Declivi i desaparició
El 1382, heretà el tron Segimon de Luxemburg, menor d'edat, la qual cosa provocà diversos conflictes al regne, dividit en bàndols. Segimon, ja major, no va donar suport als estefanites, i demanà la confirmació de l'orde i que el canonge Maties Martini d'Esztergom, fos el mestre de les seus unides de Szentistván, Szent Lázár y Szentháromság. A petició del mestre, el papa Eugeni IV reformà el 1445 les tres residències i en va fer un cos col·legiat.
El 1526, a la batalla de Mohács els turcs derrotaren l'exèrcit hongarès: la majoria de cavallers de l'orde, a més del rei Lluís II d'Hongria, hi van morir. La invasió otomana va acabar amb l'orde, molt dels seus membres van morir i els edificis i hospitals van ser destruïts, com els arxius. L'orde no va sobreviure al domini turc.
El 1764, l'emperadriu Maria Teresa I d'Àustria, reina d'Hongria, va fundar un orde de cavalleria amb el nom d'Orde Reial de Sant Esteve, anomenada en llatí Orde de Sant Esteve Rei d'Hongria, que sobrevisqué fins al 1938.

## Restauració
Després de la caiguda del règim comunista, el 1990, es donà un moviment de recuperació de les arrels i institucions catòliques a Hongria, i s'hi restabliren establiments de l'Orde de Malta i l'Orde del Sant Sepulcre, amb funcions d'atenció social i hospitalera. En aquesta línia, l'arquebisbe d'Esztergom-Budapest va restaurar com a associació de laics, autoritzant-los l'ús dels símbols i el nom dels Cavallers de Sant Esteve, el 20 d'agost de 1993. Després s'ha constituït com a comunitat religiosa sota la Regla de Sant Agustí.